# HD 28185
HD 28185 is een op de zon gelijkende ster. Deze heeft een massa van 0,99 keer de massa van de zon en is 1,04 maal zo groot als de zon. HD 28185 ligt op een afstand van 128 lichtjaar van onze zon.
Het bijzondere aan het zonnestelsel aldaar, is de planeet die hieromheen draait: HD 28185 b. Deze planeet ligt op een afstand van 1,03 AE van zijn ster en heeft een massa van 5,7 keer die van Jupiter. Eventuele manen zouden leven kunnen herbergen.